# بديل حليب

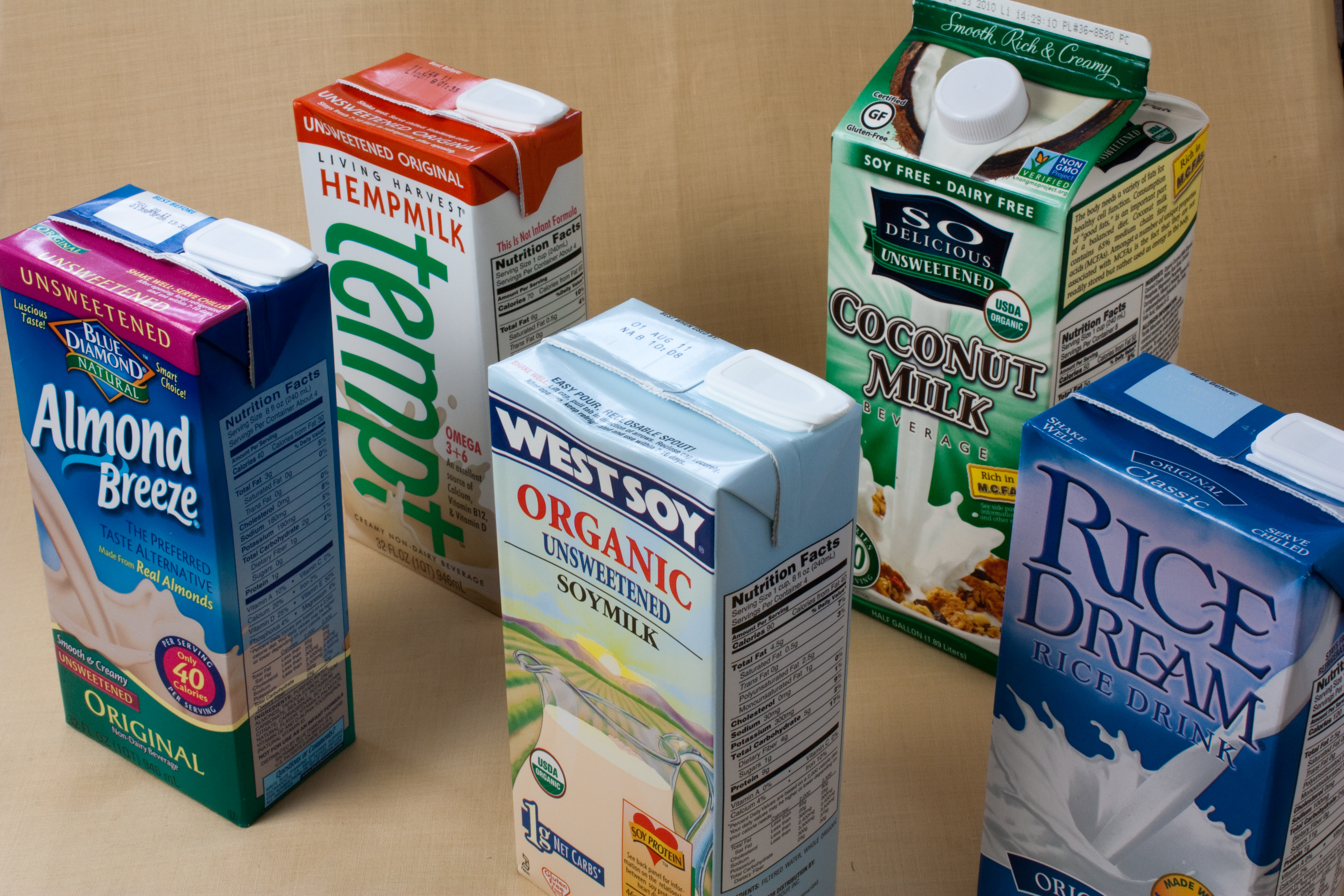

بديل الحليب هو سائل يحل محل الحليب في الحمية الغذائية. وبدائل الحليب تشابه بالشكل والطعم للحليب الذي تنتجه الغدد الثديية في الثدييات. تستخدم بدائل الحليب للذين لايتحملون اللاكتوز أو لمن لديهم حساسية الحليب؛ وتستهلك أيضا من قبل النباتيين. ويتم تسويق بعض بدائل الحليب للمستهلكين على أنها أكثر صحية من حليب البقر، بسبب كونها أقل في الدهون المشبعة ولا تحتوي على الكوليسترول. تدعم بدائل الحليب بفيتامين B12 أو الكالسيوم بسبب شحها لهذه الفيتامينات والمعادن الموجودة بالحليب الحيواني. أكثر صنفين شائعة لبدائل الحليب هما حليب الحبوب وحليب النبات.